# San Nicolás Contla
San Nicolás Contla är en ort i Mexiko.   Den ligger i kommunen Ocotepec och delstaten Puebla, i den sydöstra delen av landet, 150 km öster om huvudstaden Mexico City. San Nicolás Contla ligger 2 716 meter över havet och antalet invånare är 129.
Terrängen runt San Nicolás Contla är huvudsakligen kuperad, men åt nordväst är den bergig. Runt San Nicolás Contla är det ganska tätbefolkat, med 124 invånare per kvadratkilometer. Närmaste större samhälle är Libres, 9,0 km söder om San Nicolás Contla. Trakten runt San Nicolás Contla består till största delen av jordbruksmark.